# مدرسة العيني
تقع مدرسة العيني بشارع الدوادار (الأزهر). أنشأها الشيخ أبو محمد محمود العيني سنة 814 هـ قاضي القضاة وقد دفن بها سنة 855. وكان يدرس فيها بعض علماء الأزهر. وبالمدرسة ضريح للشيخ أحمد العسقلاني شارح صحيح البخاري المتوفى 923.

## الوصف
المدرسة مستطيلة الشكل تضم قاعة تتوسط إيوانين متقابلين هما الإيوان الجنوبي الشرقي والإيوان الشمالي الغربي وقد ألحق بالمدرسة في الركن الشمالي من التخطيط ضريح يتكون من حجرة مربعة دفن فيه العيني فيما ترتفع المئذنة فوق الواجهة الرئيسية في الضلع الجنوبي الشرقي للمدرسة. وعمل العيني في عدد من الوظائف منها الحسبة بالقاهرة ثم تولى وظائف دينية منها قاضي قضاة الحنفية بمصر في عام 829 هجرية.